# راکوشچابا

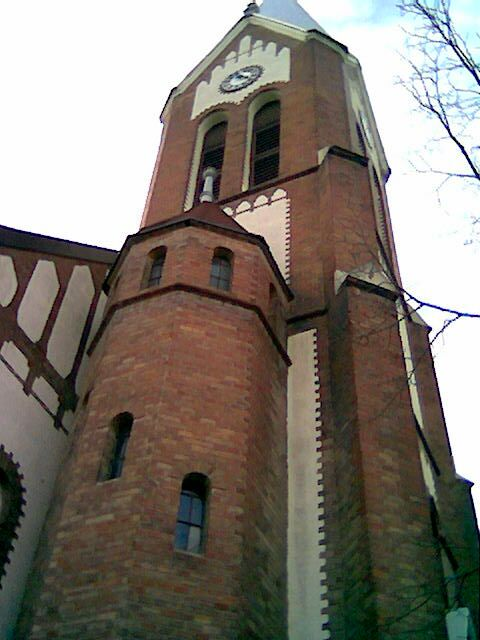
کلیسای کالوینیست راکوشچابا

راکوشچابا (مجاری: Rákoscsaba) یک شهر قدیمی در مجارستان بود که اینک ناحیهٔ ۱۷ بوداپست محسوب می‌شود.
این ضمیمه‌شدن به شهر بوداپست، در تاریخ ۱ ژانویهٔ ۱۹۵۰ رسمیت یافت.